# Новосад Ганна Ігорівна
Га́нна І́горівна Новоса́д (нар. 28 липня 1990, Ладижин, Вінницька область, Українська РСР). У 2017—2019 — українська політикиня. Генеральна директорка директорату стратегічного планування та євроінтеграції Міністерства освіти і науки України. Народна депутатка України (2019). Міністерка освіти і науки України з 29 серпня 2019 по 4 березня 2020 р.

## Життєпис
Народилася 28 липня 1990 року в місті Ладижин, Вінницька область.
Навчалась в Українському гуманітарному ліцеї при КНУ імені Т. Шевченка, який закінчила 2007 року та отримала загальну середню освіту. Потім вступила до Національного університету «Києво-Могилянська академія», де вивчала політологію. Здобувши у 2011 році освітній ступінь бакалавра, поїхала на навчання за кордон. Будучи стипендіаткою Фонду Відкритого Суспільства (Фонду Сороса), вступила до Університету Маастрихту в Нідерландах. Через два роки здобула ступінь магістра з європейських студій.
Паралельно, у 2012—2013 роках, в межах Українсько-канадської парламентської програми стажувалась в аналітичних центрах Іспанії та Чехії.
Частково володіє англійською та німецькою мовами.
Неодружена.

## Політична діяльність

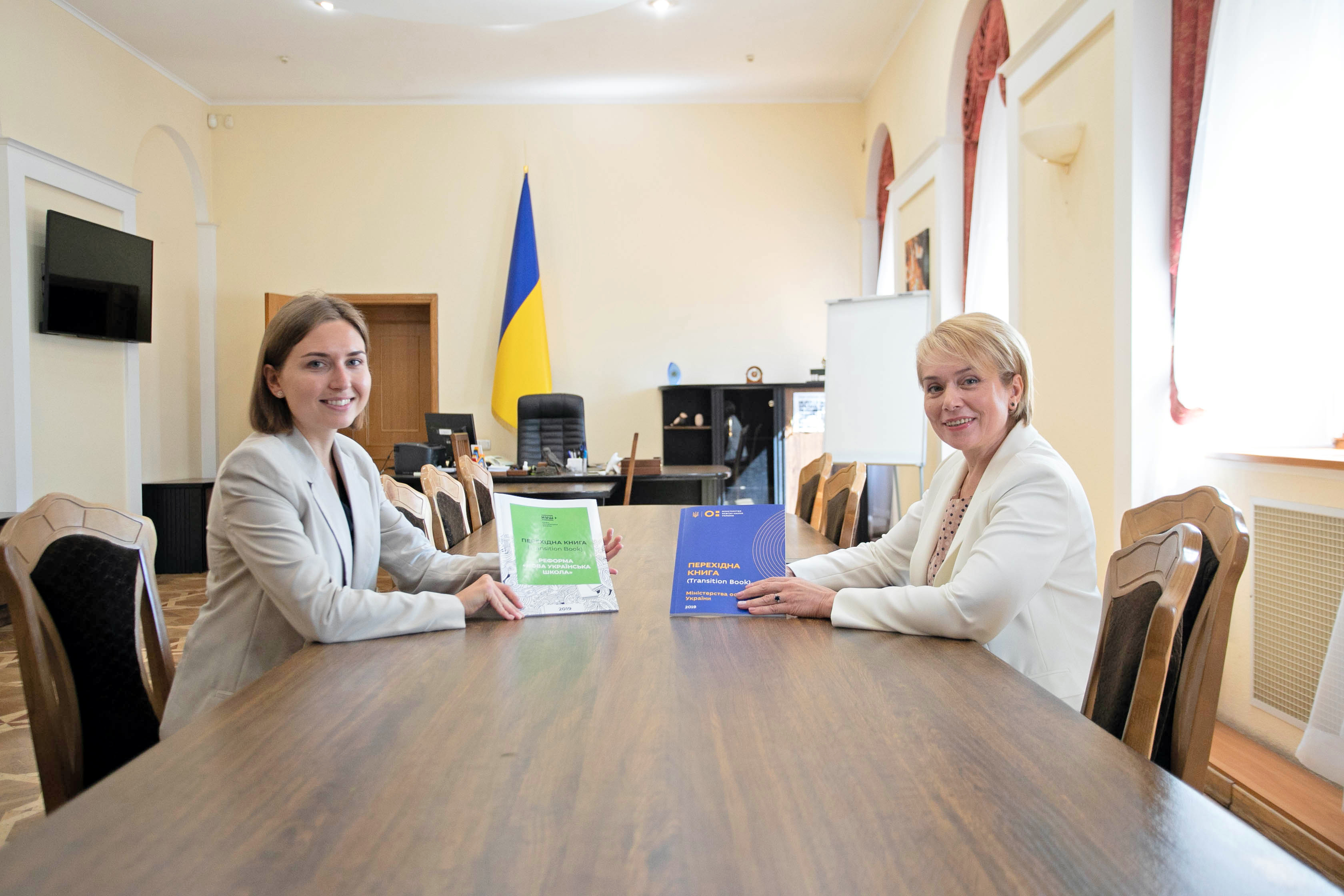
Лілія Гриневич (праворуч) передає повноваження Міністра освіти і науки Ганні Новосад

У березні 2014 року працевлаштувалась у Міністерстві освіти і науки України. Спочатку обіймала посаду радниці Міністра освіти і науки Сергія Квіта. З листопада 2014 по грудень 2017 року очолювала управління міжнародного співробітництва та європейської інтеграції МОН. У грудні 2017 року була призначена на посаду генерального директора директорату стратегічного планування та європейської інтеграції.
Була кандидаткою в народні депутати від партії «Слуга народу» на парламентських виборах 2019 року, № 50 у списку, безпартійна.
Обрана народним депутатом України 29 серпня 2019 року, однак того ж дня достроково склала повноваження через перехід на роботу до уряду.

### На посаді міністра
З 29 серпня 2019 — міністр освіти і науки України.
За часів перебування Ганни Новосад на посаді окремі заклади вищої освіти були передані із підпорядкування МОНу до Мінкульту, зокрема Київська державна академія декоративно-прикладного мистецтва і дизайну імені Михайла Бойчука, Харківська державна академія дизайну та мистецтв, Львівська національна академія мистецтв, Закарпатська академія мистецтв, за наслідками якого у цих закладах на кілька місяців припиняли виплату зарплат і стипендій. Серед інших ініціатив — підвищення плати за контрактне навчання на 38 найпопулярніших спеціальностей (право, економіка, маркетинг і т. ін.)
Звільнена з посади міністра 4 березня 2020 року.

## Скандали
Після пів року на міністерській посаді Новосад звернула увагу, що на зарплатню розміром 36 тис. грн їй як працюючій матері було б важко утримувати дитину. Представники провладної партії «Слуга народу» підтвердили, що Новосад отримує менше за деяких своїх підлеглих, тож зарплати в МОН треба переглянути.
3 лютого 2020 року Новосад придбала у Києві, в компанії «Дисбуд», квартиру загальною площею 46,6 кв. м, вартістю 944 200 гривень, дані про це 7 лютого 2020 року вона внесла до Єдиного реєстру декларацій осіб про суттєві зміни в майновому стані.